# Megachoriolaus yucatanus
Megachoriolaus yucatanus är en skalbaggsart som beskrevs av Giesbert och James E. Wappes 2000. Megachoriolaus yucatanus ingår i släktet Megachoriolaus och familjen långhorningar. Inga underarter finns listade i Catalogue of Life.